# Superconductor a temperatura ambient
Un superconductor a temperatura ambient és un material hipotètic capaç de mostrar superconductivitat per sobre de 0 °C (273 K; 32 °F), temperatures de funcionament que es troben habitualment en entorns quotidians. A partir del 2023, el material amb la temperatura superconductora acceptada més alta era el decahidrur de lantà altament pressuritzat, la temperatura de transició del qual és d'aproximadament 250 K (−23 °C) a 200 GPa.
A pressió atmosfèrica estàndard, els cuprats actualment mantenen el rècord de temperatura, manifestant superconductivitat a temperatures tan altes com 138 K (−135 °C). Amb el temps, els investigadors han trobat constantment superconductivitat a temperatures que abans es consideraven inesperades o impossibles, cosa que qüestiona la idea que aconseguir la superconductivitat a temperatura ambient era inviable. El concepte d'efectes transitoris de "temperatura propera a la temperatura ambient" ha estat objecte de debat des de principis dels anys cinquanta.

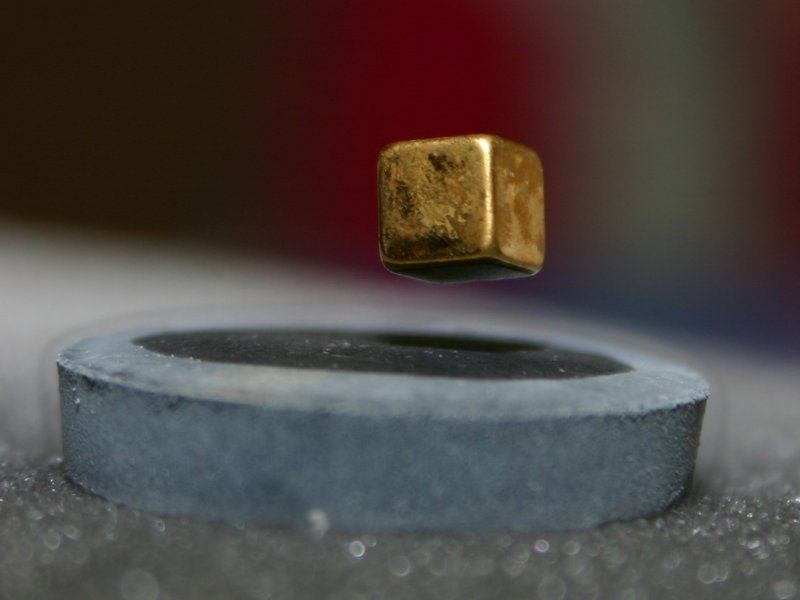
Un imant està suspès sobre un superconductor d'alta temperatura refredat amb nitrogen líquid (-200 °C)

## Informes
Des del descobriment dels superconductors d'alta temperatura ("alta" és a dir, temperatures superiors 77 K (−196.2 °C; −321.1 °F), el punt d'ebullició del nitrogen líquid), s'ha afirmat que diversos materials, tot i que no s'ha confirmat, són superconductors a temperatura ambient.

### Estudis corroborats
El 2014, un article publicat a Nature va suggerir que alguns materials, en particular el YBCO (òxid de coure i itri, bari i altres), es podrien fer superconductors breument a temperatura ambient mitjançant polsos làser infrarojos.
El 2015, un article publicat a Nature per investigadors de l'Institut Otto Hahn va suggerir que sota certes condicions, com ara una pressió extrema, H
2S va fer la transició a una forma superconductora H
3S a 150 GPa (al voltant d'1,5 milions de vegades la pressió atmosfèrica) en una cel·la d'enclusa de diamant. La temperatura crítica és 203 K (−70 °C), que seria la T c més alta mai registrada, i la seva investigació suggereix que altres compostos d'hidrogen podrien superar la superconducció fins a 260 K (−13 °C).
També el 2018, els investigadors van observar una possible fase superconductora a 260 K (−13 °C) en decahidrur de lantà (LaH
10) a temperatures elevades (200 GPa). El 2019, el material amb la temperatura superconductora acceptada més alta va ser el decahidrur de lantà altament pressuritzat, la temperatura de transició del qual és d'aproximadament 250 K (−23 °C).
Tot i que no és a temperatura ambient, recentment s'ha descobert un niquelat de "capa infinita" de terres rares que superconduïa a la temperatura inaudita (per als niquelats) de 44K a pressió ambient. Aquest material és estable a l'aire a diferència dels cuprats, i altres niquelats poden tenir temperatures crítiques encara més altes. La teoria actual és que aquests materials aprofiten una física molt inusual, incloent-hi ones de densitat de parells (PDW) que poden no ser tan sensibles als inconvenients normals dels superconductors d'alta temperatura, com ara el corrent crític baix.

### Estudis no corroborats
El 1993 i el 1997, Michel Laguës i el seu equip van publicar proves de superconductivitat a temperatura ambient observada en nanoestructures ultrafines d'òxid de coure, calci i estronci de bismut (BSCCO, pronunciat bisko, Bi2Sr2Can-1CunO2n+4+x) dipositades per epitàxia de feix molecular (MBE). Aquests compostos presenten resistivitats extremadament baixes, ordres de magnitud inferiors a les del coure, característiques I(V) fortament no lineals i un comportament I(V) histèrètic.
L'any 2000, mentre extreia electrons d'un diamant durant un treball d'implantació d'ions, el físic sud-africà Johan Prins va afirmar haver observat un fenomen que va explicar com a superconductivitat a temperatura ambient dins d'una fase formada a la superfície de diamants de tipus IIa dopats amb oxigen en un 10−6 mbar de buit.
El 2003, un grup d'investigadors va publicar resultats sobre la superconductivitat a alta temperatura en hidrur de pal·ladi (PdHx:x > 1) i una explicació el 2004. El 2007, el mateix grup va publicar resultats que suggerien una temperatura de transició superconductora de 260 K, amb una temperatura de transició que augmenta a mesura que augmenta la densitat d'hidrogen dins de la xarxa de pal·ladi. Això no ha estat corroborat per altres grups.
El març de 2021, un anunci va informar de la superconductivitat en un material en capes d'itri-pal·ladi-hidró a 262 K i una pressió de 187 GPa. El pal·ladi pot actuar com a catalitzador de la migració d'hidrogen en el material.
El 31 de desembre de 2023, es va publicar a la revista Advanced Quantum Technologies "Global Room-Temperature Superconductivity in Graphite", afirmant demostrar superconductivitat a temperatura ambient i pressió ambiental en grafit pirolític altament orientat amb denses matrius de defectes lineals gairebé paral·lels.

### Estudis retractats o poc fiables
El 2012, un article sobre Advanced Materials afirmava el comportament superconductor de la pols de grafit després del tractament amb aigua pura a temperatures de fins a 300 °F. K i superiors.  Fins ara, els autors no han pogut demostrar l'aparició d'una fase Meissner clara ni la desaparició de la resistència del material.
El 2018, Dev Kumar Thapa i Anshu Pandey de la Unitat de Química d'Estat Sòlid i Estructural de l'Institut Indi de Ciències de Bangalore van afirmar haver observat superconductivitat a pressió ambient i temperatura ambient en pel·lícules i pellets d'un material nanoestructurat compost per partícules de plata incrustades en una matriu d'or. A causa de patrons de soroll similars de trames suposadament independents i la manca de revisió per parells de la publicació, els resultats s'han posat en dubte.  Tot i que els investigadors van repetir les seves troballes en un article posterior el 2019,  aquesta afirmació encara no s'ha verificat ni confirmat.
Des del 2016, un equip liderat per Ranga P. Dias ha produït diversos articles retractats o impugnats en aquest camp. El 2016 van afirmar haver observat hidrogen metàl·lic sòlid. A l'octubre de 2020, van informar de superconductivitat a temperatura ambient a 288 K (als 15 anys) °C) en un hidrur de sofre carbonos a 267 GPa, activat per a la cristal·lització mitjançant un làser verd.  Això es va retirar el 2022 després que s'identifiquessin defectes en els seus mètodes estadístics i que això portés a qüestionar altres dades. El 2023 va informar de superconductivitat a 294 K i 1 GPa en hidrur de luteci dopat amb nitrogen, en un article que va rebre àmpliament escepticisme sobre els seus mètodes i dades. Més tard, el 2023, es va descobrir que havia plagiat parts de la seva tesi d'una altra persona i que havia fabricat dades en un article sobre el disulfur de manganès, que va ser retirat. El paper d'hidrur de luteci també es va retirar. Els primers intents de replicar aquests resultats van fracassar.
El 23 de juliol de 2023, un equip coreà va afirmar que l'apatita de plom dopada amb Cu, que van anomenar LK-99, era superconductora fins a 370 K, tot i que no ho havien observat completament. Van publicar dues preprints a arXiv, van publicar un article en una revista i van presentar una sol·licitud de patent. Les observacions reportades van ser rebudes amb escepticisme pels experts a causa de la manca de signatures clares de superconductivitat. La història va ser àmpliament comentada a les xarxes socials, cosa que va donar lloc a un gran nombre d'intents de rèplica, cap dels quals va tenir més que un èxit qualificat. A mitjans d'agost, una sèrie d'articles de laboratoris importants van proporcionar proves significatives que l'LK-99 no era un superconductor, trobant una resistivitat molt més alta que la del coure i explicant els efectes observats com la resposta magnètica i les caigudes de resistència en termes d'impureses i ferromagnetisme en el material.

## Teories

### Hidrogen metàl·lic i aparellament mediat per fonons
El treball teòric del físic britànic Neil Ashcroft va predir que l'hidrogen metàl·lic sòlid a una pressió extremadament alta (~500 GPa) hauria de tornar-se superconductor aproximadament a temperatura ambient, a causa de la seva velocitat del so extremadament alta i del fort acoblament previst entre els electrons de conducció i els fonons de vibració de la xarxa.
Un equip de la Universitat Harvard ha afirmat que ha produït hidrogen metàl·lic i informa d'una pressió de 495 GPa. Tot i que encara no s'ha determinat la temperatura crítica exacta, és possible que en les primeres proves amb magnetòmetre en una mostra original, ara perduda, apareguessin signes febles d'un possible efecte Meissner i canvis en la susceptibilitat magnètica a 250 K. Un equip francès està treballant amb formes de dònut en lloc de planes a les puntes de les culettes de diamant.

### Polímers orgànics i aparellament mediat per excitons
El 1964, William A. Little va proposar la possibilitat de superconductivitat a alta temperatura en polímers orgànics.

### Altres hidrurs
El 2004, Ashcroft va tornar a la seva idea i va suggerir que els compostos rics en hidrogen poden esdevenir metàl·lics i superconductors a pressions més baixes que l'hidrogen. Més concretament, va proposar una nova manera de precomprimir hidrogen químicament examinant els hidrurs IVa.

### Acoblament d'espín
També és possible que si l'explicació bipolar és correcta, un material normalment semiconductor pugui passar sota certes condicions a un superconductor si se supera un nivell crític d'acoblament d'espín altern en un sol pla dins de la xarxa; això pot haver estat documentat en experiments molt primerencs del 1986. La millor analogia aquí seria la magnetoresistència anisotròpica, però en aquest cas el resultat és una caiguda a zero en lloc d'una disminució dins d'un interval de temperatura molt estret per als compostos provats, similar a la "superconductivitat reentrant".